# فالي دو سول
فالي دو سول (بالبرتغالية: Vale do Sol‏)؛ بلدية في ولاية ريو غراندي دو سول في البرازيل.